# Kebal
Kebal – miejscowość (tätort) w Szwecji, w regionie administracyjnym (län) Västra Götaland, w gminie Strömstad.
Według danych Szwedzkiego Urzędu Statystycznego liczba ludności wyniosła: 340 (31 grudnia 2015), 395 (31 grudnia 2018) i 384 (31 grudnia 2019).